# Gouvernement de Géorgie-Iméréthie
 (octobre 2021).
Si vous disposez d'ouvrages ou d'articles de référence ou si vous connaissez des sites web de qualité traitant du thème abordé ici, merci de compléter l'article en donnant les références utiles à sa vérifiabilité et en les liant à la section « Notes et références ».
1840–1846
Entités précédentes :
- Gouvernement de Géorgie
- Oblast d'Iméréthie
- Oblast arménien

Entités suivantes :
- Gouvernement de Tiflis
- Gouvernement de Koutaïssi

Le gouvernement de Géorgie-Iméréthie (en russe Грузино-Имеретинская губерния) est un gouvernement de l'Empire russe centré sur Tiflis. Il correspond globalement à une partie de la Géorgie, à l'Arménie et à une partie de l'Azerbaïdjan modernes.

## Histoire
Le gouvernement est établi lors de la réorganisation de la Transcaucasie en 1840 par regroupement du gouvernement de Géorgie, de l'oblast d'Iméréthie et de l'oblast arménien. Il subsiste jusqu'en 1846 et est alors divisé en gouvernement de Tiflis et gouvernement de Koutaïssi.

## Subdivisions
À sa création, il comprend huit ouïezds :
- Akhaltsikhé
- Belokan
- Gourie
- Gori
- Elizavetpol
- Koutaïssi
- Telavi
- Erevan